# Cynanthus auriceps
Esmeralda-mexicana ou esmeralda-coroada (Cynanthus auriceps) é uma espécie de beija-flor da família Trochilidae.
Apenas pode ser encontrada no seguinte país: México.